# 兼清正徳
兼清 正徳（かねきよ まさのり、1914年10月3日 - 2018年4月22日）は、日本の国文学者。

## 略歴
山口県生まれ。1939年九州帝国大学法文学部国史学科卒。山口県立岩国高等学校教諭などののち、1966年山口県立文書館長、1983年徳島文理大学教授を務め、1990年退任。桂園派の歌人を研究した。

## 著書
- 『熊谷直好伝 封建末期の一歌人の生涯』熊谷直好伝刊行会 1965
- 『桂園派歌人群の形成』史書刊行会 1972
- 『香川景樹』吉川弘文館・人物叢書 1973、新装版　1988　ISBN　4642051317、オンデマンド版　2021　ISBN　9784642751315
- 『木下幸文伝の研究』風間書房 1974
- 『歌人飯島為仙伝』歌人飯島為仙伝刊行委員会 1979
- 『桃沢夢宅伝の研究』風間書房 1979
- 『澄月伝の研究』風間書房 1983
- 『『桂園派歌壇の結成』桜楓社 1985
- 『歌人宮下正岑伝』桃沢匡行編 宮下正岑伝刊行会 1988
- 『京都の桂園派歌人たち』山口書店 1990
- 『松浦辰男の生涯 桂園派最後の歌人』作品社 1994
- 『末川博・学問と人生』雄渾社 1997
- 『山尾庸三傳 明治の工業立国の父』山尾庸三顕彰会 2003

### 共編
- 『熊谷直好資料集』全3巻 簗瀬一雄,熊谷武至共編 簗瀬一雄 碧冲洞叢書 1962-1967
- 『桃澤夢宅紀行集』桃澤匡行共編 桃澤夢宅紀行集刊行会 2000

## 論文
- <兼清正徳